# Истопки (Рославльский район)
Истопки — деревня в Рославльском районе Смоленской области России. Входит в состав Сырокоренского сельского поселения. Население — 6 жителей (2007 год).
Расположена в южной части области в 37 км к северо-востоку от Рославля, в 4 км южнее автодороги А101 Москва — Варшава («Старая Польская» или «Варшавка»), на берегу реки Раденка. В 19 км южнее деревни расположена железнодорожная станция Щепоть на линии Рославль — Фаянсовая.

## История
В годы Великой Отечественной войны деревня была оккупирована гитлеровскими войсками в августе 1941 года, освобождена в сентябре 1943 года.